# Ranúsia Alves Rodrigues
Ranúsia Alves Rodrigues (Garanhuns, 18 de junho de 1945 - Rio de Janeiro, 23 de outubro de 1973) foi uma estudante universitária de enfermagem e militante brasileira do Partido Comunista Brasileiro Revolucionário (PCBR). Utilizava os codinomes Florinda, Nuce e Olívia.
Foi morta durante a Ditadura Militar Brasileira no episódio que ficou conhecido como Chacina de Jacarepaguá ou Chacina da Praça da Sentinela.
Sua morte é investigada pela Comissão Nacional da Verdade, criada para investigar graves violações de Direitos Humanos ocorridas entre 18 de setembro de 1946 e 5 de outubro de 1988 pelo Estado Brasileiro.

## Biografia
Filha de Áurea Alves Siqueira e Moisés Rodrigues Vilela, Ranúsia nasceu em Garanhuns, Pernambuco, e foi estudante de enfermagem no Universidade Federal de Pernambuco (UFPE), onde participou do diretório acadêmico e iniciou seu envolvimento com o PCBR. Ranúsia tinha oito irmãos, quatro deles também envolvidos com o PCBR. Em 27 de agosto 1969 deu à luz sua primeira e única filha, Vanuzia, na clandestinidade. A menina foi criada por duas mulheres na comunidade de Mangueira, em Recife, e só teve conhecimento da mãe aos 23 anos quando uma foto de Ranúsia foi publicada no "Dossiê dos Mortos e Desaparecidos Políticos".
Sua irmã, RIldete Rodrigues, a descreveu como uma idealista e de postura humanista que desde muito jovem demonstrou grande sensibilidade para problemas de ordem social. Por isso ela escolheu a profissão de enfermeira, porque acreditava que: "seria uma missão que ela poderia cumprir aqui na terra"

O médico Lurildo Ribeiro Saraiva, que esteve com Ranúsia no início de sua luta, a descreveu como: 
"Eu a conheci durante as inúmeras passeatas, que fazíamos contra a Ditadura Civil-Militar de 64. Era uma quase meninota, magrinha, de olhar meigo, olhar faceiro, olhar puro, pernas finas, tez branca, nariz adunco, cabelos alourados e muito lisos. Era extremamente generosa, dócil, apegada à profissão de Enfermagem, que escolhera para ajudar ao próximo.[...] Em fins de 1970, ela me chama com discrição e diz estar partindo para a luta armada. "Tem certeza, Ranúsia, que é este o caminho? - Sim, Lurildo, não há outro, esta ditadura só será exterminada na bala. Tu não queres ir comigo? - Não, Ranúsia, não tenho coragem, não. - Mas, companheiro, a gente adquire na luta! - Não, amiga, prefiro atuar como médico". Foi este o nosso último encontro"

## Prisão
Em 12 de outubro de 1968, Ranúsia foi presa pela primeira vez durante o XXX Congresso da UNE, que ocorreu em Ibiúna. Logo depois, foi expulsa da Faculdade Enfermagem, em decorrência do Decreto-Lei nº 477/69, instaurado pelo então presidente Costa e Silva, que previa a punição de alunos, professores e funcionários de universidades considerados subversivos ao regime da época. Passou então a viver na clandestinidade e, a partir de 1972, iniciou sua atuação no Rio de Janeiro.

Rildete, sua irmã, descreveu sua situação a partir dai como:
"Quanto à militância de Ranuzia [...] estava quase cerceada de exercer a sua atividade como uma cidadã, nas condições normais, de funcionamento. Impedida de terminar seu curso, impedida de trabalhar porque tinha de ter folha corrida da Policia, etecetera. Com todas essas dificuldades, Ranuzia faz uma opção pessoal, que é a de militância no PCBR, no movimento de resistência à ditadura."

## Morte
Em 27 de outubro de 1973 Ranúsia foi morta junto aos também militantes do PCBR, Vitorino Alves Moitinho, Ramies Maranhão do Valle e Almir Custódio de Lima, em uma operação comandada por agentes do Destacamento de Operações de Informações - Centro de Operações de Defesa Interna (DOI/CODI), que ficou conhecida como "Chacina da Praça da Sentinela" ou "Chacina de Jacarepaguá". Os jornais da época, primeiramente noticiaram que dois casais haviam sido metralhados e mortos. Depois, foi publicada uma nota dizendo que, na verdade, teria acontecido um tiroteio entre os agentes do Estado e quatro terroristas. O incêndio teria acontecido em decorrência dos tiros e apenas os corpos de Ranúsia e Almir foram identificados.
O caso foi retratado no livro "Dos filhos destes solo", de Nilmário Miranda e Carlos Tibúrcio, como:
"Chovia na noite de 27 de outubro de 1973, um sábado. Alguns poucos casais escondiam-se da chuva junto do muro do Colégio de Jacarepaguá, no Rio. Por volta das 22h um homem desceu de um Opala e avisou: “Afastem-se porque a barra vai pesar”. O repórter de Veja (7/11/73) localizou alguém que testemunhou o significado desse aviso: “Não Ranúsia Alves Rodrigues Filiação: Áurea Alves Siqueira e Moisés Rodrigues Vilela Data e local de nascimento: 18/6/1945, Garanhuns (PE) Atuação profissional: estudante universitária Organização política: Partido Comunista Brasileiro Revolucionário (PCBR) Data e local de desaparecimento: 27/10/1973, Rio de Janeiro (RJ) 1380 ouvimos um gemido, só os tiros, o estrondo e a correria dos carros”. [...] Vindos de todas as ruas que levam à praça, oito ou nove carros foram chegando, cercando um fusca vermelho e despejando tiros. Depois jogaram uma bomba dentro do carro. No final, havia uma mulher morta com quatro tiros no rosto e peito e três homens carbonizados".
Os quatro foram enterrados sem identificação, como indigentes, no cemitério Ricardo de Albuquerque, no Rio de Janeiro. Em 1979, seus restos mortais foram transferidos para o ossuário geral e, entre 1980 e 1981, para uma vala clandestina. Os restos mortais de Ranúsia ainda não foram plenamente identificados.
Durante um breve período de tempo, Ranúsia foi confundida com Regina Lobo Leite de Figueiredo que, descobriu-se posteriormente, quando morreu utilizava oos documentos de Ranúsia. Regina morreu na Chacina de Quintino, no Rio de Janeiro, e era colega da irmã de Ranúsia, Ridelte. Esta conta que, ao saber do evento, um membro da família se dirigiu ao Rio de Janeiro para identificar o corpo, mas foi negado. "Então posteriormente se soube que Ranuzia não morreu e sim Regina. Agora em documentos do serviço de informação do DOPS, datado de 17/08/72, se encontra a informação verdadeira, ou seja, a verdadeira identidade dos mortos", contou Rildete.

## Investigação
As investigações descobriram documentos que mostravam que, na verdade, os agentes do Estado forjaram a morte dos militantes. Ramires, Almir e Ranúsia teriam sido presos no mesmo dia antes de morrerem e submetidos à tortura, sendo a cena da morte montada mais tarde. Os agentes vigiavam permanentemente Almir, o que possibilitou o reconhecimento de Ramires e Ranúsia. De acordo com documentos confidenciais, o objetivo era "acarretar a imobilização do PCBR, no sul do país, por um prolongado período de tempo”. Outro documento dos militares relatou que, a partir de interrogatórios com os três presos, a fragilidade do PCBR “estaria reduzido praticamente aos três acima mencionados e mais Vitorino Alves Moutinho”
Em 1996, a Comissão Especial sobre Mortos e Desaparecidos Políticos (CEMDP) reconheceu a responsabilidade do Estado brasileiro pela morte de Ranúsia. Ela também foi reconhecida como anistiada pela Associação Pernambucana de Anistiados Políticos.

## Homenagens
Foi feita uma placa com o nome de Ranúsia no Monumento contra a Tortura, no Recife (PE). Além disso, ruas de São Paulo, Campinas e Recife também receberam seu nome como forma de homenagem.
Em 2016, o Diretório Acadêmico de Enfermagem da Universidade Federal de Pernambuco realizou o “Ato Simbólico da Rematrícula de Ranúsia Alves Rodrigues”, uma forma de homenagear a memória da militante que, por conta de sua luta, foi expulsa da faculdade.  Tal reconhecimento só foi realizado porque estudantes ocuparam e se recusaram a sair do Departamento de Enfermagem enquanto o reitor da universidade não declarasse Ranúsia matriculada entre os períodos de 1966 e 1968.
Em 2011, frente à impossibilidade de recuperar os restos mortais de militantes enterrados de forma clandestina, foi inaugurado o Memorial do Cemitério de Ricardo de Albuquerque. Foi um marco singelo e simbólico em homenagem aos quatorze militantes políticos ali sepultados após serem assassinados pela ditadura militar brasileira.